# Hangö västra fjärd
Hangö västra fjärd (finska: Hangon läntinen selkä) är ett havsområde nordväst om Hangö udd i Skärgårdshavet i sydvästra Finland. Den ena delen av fjärden ligger i landskapet Egentliga Finland och den andra delen i landskapet Nyland.
Havsklimat råder i området och det är brackvattenmiljö. 